# Маршинський Аполлінарій Сератонович
Аполліна́рій Серато́нович (Серапіонович) Марши́нський  (1865–1929) — державний діяч УНР. Фінансист, міністр фінансів Директорії (тоді ж надав посаду у міністерстві В. Самійленку).
Громадсько-культурний діяч на еміграції в Чехії, викладач історії та письменства України в Українському педагогічному інституті в Празі. Псевдонім: Левківський.

## З біографії
Народився 1865 на Херсонщині. Закінчив Київський університет (1890), перебував під впливом «Старої громади», був учасником літературного гуртка «Плеяда». Під час поїздки до Галичини для налагодження контактів із І. Франком і М. Павликом був ув'язнений у Львові (1889). 1891 переїхав до Риги (Латвія), 1899 р. — до Дерпта (тепер Тарту), працював фінансовим інспектором.
Повернувся в Україну (1916), працював у фінансових установах, директором Катеринославської державної ощадної каси.
З листопада 1917 — диретор відділу прямих податків Генерального секретарства фінансів УНР.
Був віце-міністром фінансів в уряді УНР (1919). Емігрував до Польщі, 1923 — до Чехословаччини. Викладав українознавство в садівничій школі М. Мельника, з 1924 — українську літературу в Українському педагогічному інституті ім. М. Драгоманова.
Перекладав оповідання І. Франка російською мовою, працю М. Костомарова «Богдан Хмельницький». Помер 30 липня 1929 у Празі (Чехія).